# Museu de Arte Dahesh
O Museu de Arte Dahesh (em inglês: Dahesh Museum of Art) é um museu de arte dos Estados Unidos, dedicado à arte acadêmica dos séculos XIX e XX.
O museu foi fundado em 1987 a partir do espólio do colecionador, escritor e filósofo Saleem Moussa Ashi (1909–1984), cujo pseudônimo literário era Dr. Dahesh. Abriu suas portas em 1995 em Nova Iorque, com um acervo de cerca de 2 mil peças. De início suas atividades foram difíceis, em vista da rejeição praticamente universal da arte acadêmica pela crítica especializada da época. Entretanto, recebia mais de vinte mil visitantes ao ano e logo pôde acumular um capital de 30 milhões de dólares. Em 2003 inaugurou uma nova sede, mas teve de fechar suas portas em 2007 em virtude de um litígio judicial. Desde então o museu continuou operando, mas sem sede própria, através de um website e de um sistema de exposições itinerantes por vários países, e está em fase de estudos um projeto para uma instalação definitiva.
Enquanto continua procurando um local permanente, o Museu de Arte Dahesh é descrito como um museu sem paredes físicas. Em 2012, o museu abriu uma loja de presentes e um salão na Sexta Avenida nos arredores de Manhattan's Hudson Square.

## Nota
- Este artigo foi inicialmente traduzido, total ou parcialmente, do artigo da Wikipédia em inglês cujo título é «Dahesh Museum of Art», especificamente desta versão.